# Induktor (prądnica)
Induktor – prądnica magnetoelektryczna prądu zmiennego, małej mocy, napędzana ręcznie za pomocą korbki.
Induktora używano w aparatach telefonicznych i urządzeniach pomiarowych. Induktory telefoniczne dają napięcie do 70 V, a pomiarowe 500 V, 1000 V lub 2000 V. W urządzeniach pomiarowych induktory służą do pomiaru rezystancji izolacji urządzeń elektrycznych i rezystancji uziemienia. W przyrządach służących do pomiaru rezystancji izolacji, induktory sprzężone są z megaomomierzami. Megaomomierz induktorowy może być wyposażony w ustrój pomiarowy magnetoelektryczny albo ilorazowy. W pomiarze rezystancji uziemienia induktor wchodzi w skład mostka pomiarowego Behrendta.